# 長QT綜合症
長QT症又名長QT綜合症（Long QT syndrome），全稱是QT間期延長綜合症，簡稱LQTS，是一種跟心律或心血管有關的心臟病。這一種病可能是先天的，也有可能是因為治療其他心臟病的藥物而引起的後天病症。長QT症是一種在心電圖上的QT波過長的現象。這種病症雖然很罕見，但每一萬人中，仍然有2人有機會患上此病，而這個病症每年導致3000名美國人死亡。
人類的心臟，就好像一個電泵一樣，定時把血液輸送至全身。心臟的活動頻率，就叫心律，靠心臟本身的特殊電流控制。假如心律不整，就會影響心室的收縮及回復頻率，從而引起問題。這些心室的顫動問題，有可能使患者死亡。

## 診斷
要診斷LQTS並不容易，因為在正常人口中，大約有2.5%的QT心律較一般人長，而又有10%的LQTS病人的心律與正常人無異。所以，現時我們普遍採用意大利Pavia的Peter Schwartz教授在1993年發表的“LQTS1993”評核。LQTS1993是一種採用計分制的評核辦法，基於各項條件而評分。如果總分達到或超過4分，病者有LQTS的機會就高；相反，若總分低於1分，則其患病概率就很低。有關LQTS1993的各項評核條件茲詳列如下：
- QTc

- >= 480 毫秒 - 3分
- 460-470 毫秒 - 2分
- 450 毫秒 及病患者是男性 - 1分

- Torsades de Pointes ventricular tachycardia - 2分

- T wave alternans - 1分

- Notched T wave in at least 3 leads - 1分

- Low heart rate for age (children) - 0.5分

- Syncope(One can not receive points both for syncope and Torsades de pointes.)

- with stress - 2分
- without stress - 1分

- 先天性耳聾 - 0.5分

- 家族病史

- 家族內有成員被確診患有LQTS - 1分
- 有年齡不超過30歲的近親發生突然猝死現象 - 1分

## 治療方法
治療方面可使用藥物治療，服用β受体阻断药（β-blockers），或是手術植入心臟整流去顫器（Implantable Cardioverter Defibrillator, ICD）

## 參看
- 短QT症